# 조조 시와
조엘 조애니 "조조" 시와(영어: Joelle Joanie "JoJo" Siwa, 2003년 5월 19일 ~ )는 미국의 댄서, 가수, 배우, 유튜버이다. 리얼리티 프로그램 《댄스 맘스》 시즌2에 어머니 제셀린 시와와 함께 출연하면서 이름을 알렸다. 가수로서 대표곡은 "Boomerang"과 "Kid in a Candy Store"이다. 현재 유튜브 구독자는 약 1200만명이다.